# Tafofobia

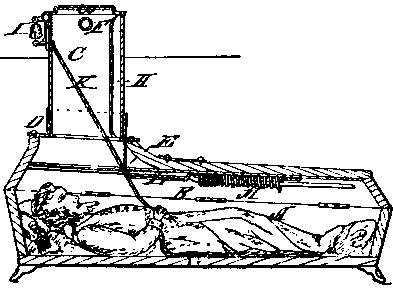
Esquema de un modelo de “ataúd de seguridad” de mediados del XIX. Un hilo, que estaba atado a la mano del enterrado, conectaba con una campana que permitiría que la gente del exterior fuese alertada de que dicha persona aún no había fallecido.

La tafofobia es el miedo irracional y persistente a ser enterrado vivo, como consecuencia de haber sido diagnosticado muerto erróneamente. El término tafofobia proviene del griego (τάφος táfos ‘tumba’), y se podría traducir como "temor a las tumbas". Esta fobia también se conoce con el nombre de tafefobia (de ταφή, con el mismo significado) y tafiofobia.
Antes de la llegada de la medicina moderna este miedo no era completamente irracional. A lo largo de la historia ha habido numerosos casos de personas que han sido accidentalmente enterradas vivas. En el siglo XVIII hubo un desarrollo de las técnicas de desfibrilación y respiración artificial que permitían “revivir” a personas aparentemente muertas, la Royal Humane Society formó parte de la Society for the Recovery of Persons Apparently Dead. En 1896 un director de una funeraria americana, T.M. Montgomery, demostró que «aproximadamente el 2% de los cadáveres exhumados sin duda eran víctimas de una animación suspendida».
Hay muchas leyendas urbanas acerca de personas que han sido accidentalmente enterradas vivas. Usualmente las leyendas hablan sobre alguien que permanece durante años en un estado de coma y cuando despierta se encuentra enterrado vivo. Otras leyendas afirman que se han abierto ataúdes en los que han encontrado cadáveres con una larga barba o con las manos alzadas y las palmas hacia arriba (intentando escapar). 
Se dice que Lee Ann Hill, Carter, la fallecida esposa de Enrique Lee III, fue enterrada prematuramente. En su lecho de muerte, George Washington obligó a sus allegados que se comprometieran a no enterrarlo hasta pasados tres días. También Frédéric Chopin tenía pánico a hipotéticamente poder resucitar en su tumba. En los últimos días de su vida, escribió con mano temblorosa: «Si esta tos acaba asfixiándome os suplico abráis mi cuerpo para que no sea enterrado vivo». Aunque su cuerpo permanece en París, se obedeció la última voluntad del músico, extrayendo su corazón y depositándolo en la Iglesia de la Santa Cruz de Varsovia.
La literatura ha encontrado un terreno fértil para explorar el miedo natural de ser enterrado vivo. Una de las historias de terror de Edgar Allan Poe, El entierro prematuro, narra la historia de una persona que sufre de tafofobia. Otras historias de Poe sobre el entierro prematuro son La caída de la casa Usher y El tonel de amontillado.
El miedo a ser enterrado vivo ha llevado a algunas personas a tener la necesidad de ser enterrado en un “ataúd de seguridad". Estos ataúdes se caracterizan por presentar tapas de vidrio que permiten la observación del difunto, una cuerda que conecta con una campana para alertar a los presentes de su movimiento y tubos de respiración para sobrevivir hasta su rescate, incluso sistemas de alarma.